# Kuře na paprice
Kuře na paprice je pokrm mající původ v Maďarsku (Uhrách) pod názvem „paprikás csirke“ v českém překladu „kuřecí paprikáš". V 19. století se stal oblíbeným jídlem v celém Rakouském císařství, německy „Paprikahendl“, dostal se tím i do českých zemí, kde je populárním chodem dodnes. Všeobecně je nyní pokrm brán i jako český. 

## Ingredience
kuřecí stehna, cibule, sladká paprika, mouka, smetana

## Přílohy
Máme různé tradiční přílohy, které můžeme ke kuřeti na paprice přidat. Tradiční maďarská příloha se nazývá nokedli, které se skládají z vejce a mouky. Tradiční české přílohy jsou zejména houskové knedlíky, rýže, těstoviny nebo brambory. 